# Stefan Dmitruk
Stefan Dmitruk (ur. 1980) – polski historyk, niezależny naukowiec oraz nauczyciel historii.

## Życiorys
Absolwent Zespołu Szkół Handlowo-Ekonomicznych im. Mikołaja Kopernika w Białymstoku (1999). Pracę magisterską obronił w Instytucie Historii Uniwersytetu w Białymstoku w 2004. Napisał rozprawę doktorską pod kierunkiem prof. dr hab. Jana Zbigniewa Lewandowskiego w Instytucie Historii Wydziału Humanistycznego Uniwersytetu Marii Curie-Skłodowskiej w Lublinie (2012) i uzyskał stopień doktora nauk humanistycznych w zakresie historii nowożytnej. Autor blisko sześćdziesięciu prac naukowych, w tym haseł encyklopedycznych. Specjalizuje się w badaniu kwestii wyznaniowych Królestwa Polskiego i zachodnich guberni Imperium Rosyjskiego na przełomie XIX i XX w., ze szczególnym uwzględnieniem dziejów Cerkwi Prawosławnej na ziemiach polskich, problemu uchodźstwa ludności cywilnej w głąb Rosji podczas I wojny światowej oraz guberni grodzieńskiej przed 1914.
Był nauczycielem historii w Zespole Szkół Zawodowych nr 2 w Białymstoku (2004–2005), Zespole Szkół Budowlano-Geodezyjnych im. Stefana Władysława Bryły w Białymstoku (2007–2008), Szkole Podstawowej nr 37 im. Kazimierza Górskiego w Białymstoku (2019–2022). Twórca bloga Lekcja historii online zawierającego lekcje i ćwiczenia interaktywne do nauki historii na poziomie szkoły podstawowej.

## Wyróżnienia
W 2020 został laureatem Międzynarodowego Konkursu Dobrych Praktyk Kongresu Współpracy Transgranicznej w kategorii edukacja zorganizowanego przez Urząd Miasta Lublin pod honorowym patronatem Komisji Europejskiej. W 2021 otrzymał Medal „Diligientiae – Za Pilność” przyznany przez Prezydenta Miasta Białystok.

## Ważniejsze publikacje
- Leśniczowie powiatów zachodnich guberni grodzieńskiej w latach 1869 – 1915, "Studia Podlaskie", t. 30, Białystok 2022.
- Zagadnienie Wielkiej Wojny w latach 1914–1915 na łamach oficjalnego czasopisma prawosławnej diecezji grodzieńskiej, „Wrocławskie Studia Wschodnie”, t. 24, Wrocław 2020 (wydanie: 2021).
- Szacunkowe straty demograficzne miast guberni grodzieńskiej w latach 1914–1915, „Echa Przeszłości”, nr 2/2020, Olsztyn 2020.
- Likwidacja administracji i majątku guberni suwalskiej w 1918 r., „Białostockie Teki Historyczne”, t. 16, Białystok 2018.
- Wspomnienia Zofii (Klimczuk) – siostry prawosławnego monasteru w Radecznicy, „Res Historica”, t. 43, Lublin 2017.
- Prawosławna diecezja chełmska w latach 1915–1918 na łamach „Gazety Ludowej. Tygodnika Ilustrowanego”, „Studia z Dziejów Rosji i Europy Środkowo-Wschodniej”, t. 52, z. 2, Warszawa 2017.
- Ludność ewakuowana z zachodnich powiatów guberni grodzieńskiej na Syberii na przykładzie guberni tomskiej w 1916 r., „Przeszłość Demograficzna Polski”, t. 39, Szczecin 2017.
- Linia Białystok – Baranowicze Poleskiej Skarbowej Drogi Żelaznej w latach 1886–1914, „Białostockie Teki Historyczne”, t. XIV, Białystok 2016.
- Православные женские монастыри холмско-варшавской и холмской епархий в 1875 – 1915 гг., „Вестник Екатеринбургской Духовной Семинарии”, 4, Екатеринбург 2012.
- Bractwa prawosławne w diecezji chełmskiej metropolii kijowskiej w XVI – XVII w., w: „Історія Релігій в Україні. Науковий Щорічник. Книга І”, Львів 2010.
- Żeńskie monastery prawosławne na terenie Królestwa Polskiego na przełomie XIX i XX w., „Teka Komisji Historycznej. Oddział Lubelski Polskiej Akademii Nauk”, t. 6, Lublin 2009.
- Prasa mniejszości tatarskiej w latach 1989–2008, w: Tatarzy – historia i kultura. Sesja naukowa. Szreniawa 26 – 27 czerwca 2009, red. S. Chazbijewicz, Szreniawa 2009.
- Obraz Dumy Państwowej w prasie prawosławnej diecezji chełmskiej, w: Z dziejów pewnego eksperymentu. Parlamentaryzm rosyjski na progu XX stulecia w kontekście kształtowania się świadomości politycznej narodów imperialnej Rosji. Studia pod red. A. Duszyka, K. Latwaca, M. Mądzika, Lublin 2008.
- Grzegorz Chodkiewicz (ok. 1520 – 1572), kasztelan wileński i hetman, „Białoruskie Zeszyty Historyczne”, t. 24, Białystok 2005.
- Geneza rodu Chodkiewiczów, „Białoruskie Zeszyty Historyczne”, t. 21, Białystok 2004.
- Ocalić od zapomnienia. Wspomnienia Ucznia ZSHE z lat 1995–1999, Białystok 2000, wersja elektroniczna [dostęp 2022-02-22]